# Иоанн (Липшанс)
Епи́скоп Иоа́нн (латыш. Bīskaps Jānis, в миру Янис (Иоанн) Липшанс, латыш. Jānis Lipšāns; род. 26 мая 1957, Краславский район, Латгалия, Латвийская ССР) — епископ Латвийской православной церкви Московского патриархата, епископ Валмиерский, викарий Рижской епархии.

## Биография
Среднюю школу окончил в Риге. В эти годы он стал активным прихожанином православных храмов города Риги, а затем алтарником. При настоятеле протоиерее Владимире Меркульеве он трудился псаломщиком в Вознесенском православном латышском приходе в Риге. Владеет латышским, латгальским и русским языками.
В 1985 году митрополитом Рижским и Латвийским Леонидом (Поляковым) был рукоположен в сан диакона, а в 1986 году в сан пресвитера. После хиротонии служил клириком в Рижских храмах и одновременно был настоятелем латышского прихода в местечке Крапе, где провёл капитальный ремонт всего здания церкви. Одновременно учился на заочном отделении Московской духовной семинарии, которую окончил в 1991 году.
В 2023 году введён в состав Синода Латвийской православной церкви, пострижен в монашество, возведён в сан архимандрита. 

### Архиерейство
24 июля 2023 года Синод Латвийской православной церкви, заседавший под председательством митрополита Рижского и всея Латвии Александра, «одним из вопросов рассмотрел давно назревшую необходимость иметь для духовного окормления латышской православной паствы Епископа, латыша по национальности».
12 августа 2023 года в храме святого преподобного Александра Свирского в крипте Рижского кафедрального собора Рождества Христова состоялось его наречение во епископа, которое совершили митрополит Рижский и всея Латвии Александр (Кудряшов), архиепископ Даугавпилсский и Резекненский Александр (Матрёнин) и епископ Елгавский Иоанн (Сичевский).
13 августа 2023 года в Рижском кафедральном соборе теми же архиереями рукоположен во епископа Валмиерского. Архипастырям сослужили клирики Рижской и Даугавпилсской епархий. На официальном сайте Латвийской православной церкви отмечалось, что это первая за 80 лет архиерейская хиротония, совершённая в Риге.
15 августа 2023 года Московский патриархат выпустил заявление, где было сказано, что хиротония была совершена «в нарушение устава Русской Православной Церкви», поэтому «Архиерейский Собор Русской Православной Церкви, который состоится во благовремении, должен будет дать каноническую оценку всему, что сегодня происходит в Латвийской Православной Церкви». 24 августа того же года Священный синод РПЦ констатировал: «Вопрос о возможности признания хиротонии архимандрита Иоанна (Липшанса) во епископа Валмиерского и о канонической ответственности её участников передать на рассмотрение Архиерейского Собора».